# Carlos Luanga
Carlos Luanga (em luganda: Lwanga) foi um dos mártires a serem mortos a mando do cabaca Muanga II (r. 1884–1888) do Reino de Buganda, na atual Uganda.

## Vida
Carlos Luanga nasceu na região de Singo em 1860, filho de Mussazi e Meme e irmão mais novo de Noé Mauagali, todos pertencentes ao clã negabi. Em tenra idade, foi enviado a Budu para ser criado por Cudu, o qual alguns achavam ser seu pai, mas que talvez fosse seu tio. Em agosto de 1878, Cadu mandou-o servir a Maulugungu, chefe dos quiruanis, como mencionado pelo explorador inglês Henry Morton Stanley. Em 1879, acompanhou seu chefe à região de Singo. Numa visita à capital em 1880, interessou-se pelos ensinamentos dos missionários católicos e começou a frequentar suas aulas. Com a morte de Maulugungu e a dispersão de sua comitiva em 1882, se juntou a um grupo de cristãos recém-batizados em Bulemezi.
Em 1884, com a ascensão do cabaca Muanga II (r. 1884–1888), foi à corte e entrou no serviço real. Para tal, se fez passar por membro do clã colobo de Maulugungu, pois os negabis eram tradicionalmente vetados da presença real. Por sua personalidade, foi nomeado no grande auditório como encarregado geral dos pajens e ganhou a confiança e afeto daqueles sob seu comando. Diz-se também que era bom em luta livre, que era o esporte palaciano mais popular. Seu superior, José Mucassa, lhe designou o dever sobre os pajens no que diz respeito à instrução, guia e proteção de más influências na corte, bem como devia escavar o lago do Cabaca ao pé do Rubaga. Em 15 de novembro de 1885, ele e outros servos foram à missão católica e foram batizados por Simeon Lourdel. No começo de dezembro, várias vezes Muanga intimidou os pajens e numa delas Luanga declarou que, longe de ajudar os brancos a tomarem o reino, morreria pelo cabaca.
Após incêndio no palácio real em 22 de fevereiro de 1886, Luanga mudou a corte temporariamente à sua cabana de caça em Munionio às margens do lago Vitória. Ali, continuou protegendo os pajens e, perante a realidade do martírio, batizou cinco catecúmenos. Em 3 de junho, foi executado em Namugongo numa pequena pira num morro acima do lugar de execução de outros cristãos. Foi enrolado numa esteira de junco com canga de escravos no pescoço, mas lhe foi permitido arrumar sua pira. Para que sofresse mais, o fogo foi acesso embaixo de seus pés e pernas, que queimaram até o osso antes das chamas queimarem o resto do corpo. Ao ser insultado, respondeu que "estão me queimando, mas é como se estivessem jogando água sobre meu corpo". Depois permaneceu em silêncio, em oração, e antes de morrer exclamou em voz alta Katonda (Meu Deus).

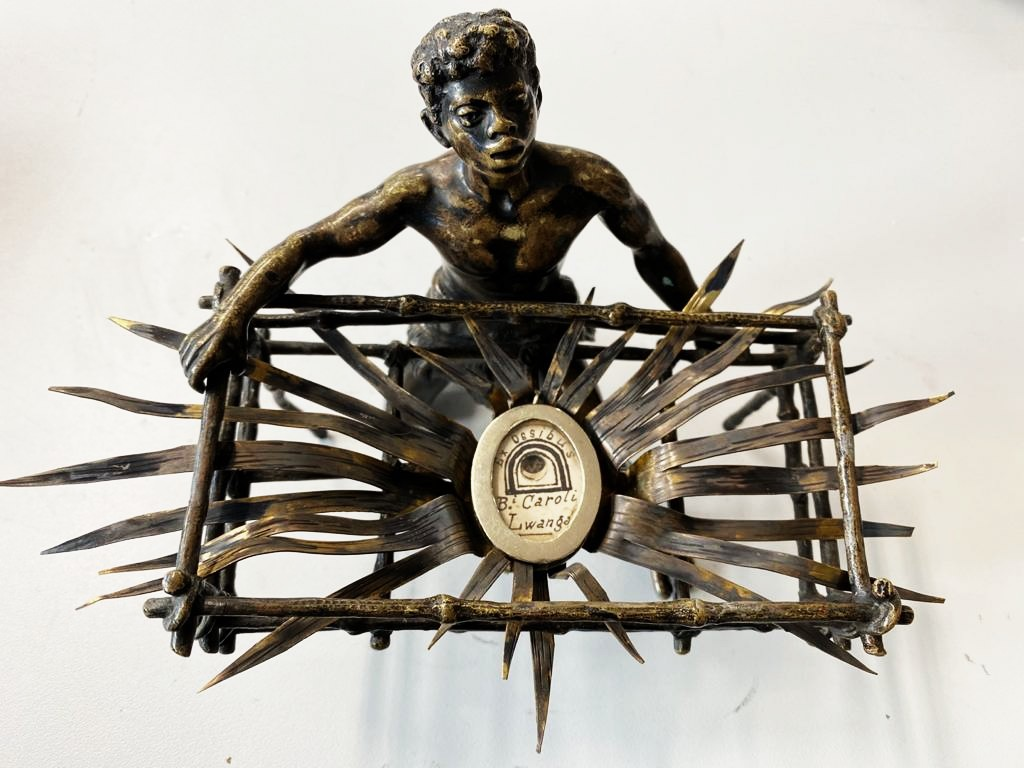
Relicário de bronze com fragmento ósseo de São Carlos Luanga (propriedade privada)

Luanga estava entre os 22 mártires de Uganda beatificados pelo papa Bento XV em 1920 e canonizados pelo papa Paulo VI em 1964. Em 1969, Paulo VI pôs a pedra fundacional sobre a Capela Católica de Namugongo no lugar onde Luanga foi martirizado. O santuário foi dedicado em 3 de junho de 1975 pelo representante papal Sergio Pirgnedoli.